# Deborah S. Jin
Pour les articles homonymes, voir Jin.
Deborah S. Jin (née le 15 novembre 1968 dans le comté de Santa Clara (Californie) et morte le 15 septembre 2016) est une physicienne membre du JILA, un laboratoire conjoint du National Institute of Standards and Technology (NIST) et de l'université du Colorado. Elle est professeure adjointe au département de physique de l'université du Colorado à Boulder,.

## Biographie
Deborah Jin obtient un diplôme de premier cycle de l'université de Princeton en 1990. Elle obtient un doctorat en physique de l'université de Chicago en 1995. Son superviseur de thèse est Thomas Felix Rosenbaum.

## Recherches
Jin est considérée comme une pionnière dans l'étude de la chimie quantique moléculaire polaire. De 1995 à 1997, elle travaille avec Eric Cornell et Carl Wieman au JILA, où elle s'implique dans les premières études dédiées au condensat de Bose-Einstein dilués. 
En 2003, l'équipe de Jin au JILA réalise le premier condensat fermionique,,.

## Prix et distinctions
Jin est élue membre de l'Académie nationale des sciences en 2005. Elle est également membre de l'Académie américaine des arts et des sciences,.
Elle a remporté de nombreux prix, dont :
- 2000 : Le Presidential Early Career Award for Scientists and Engineers[1]
- 2002 : Le prix Maria Goeppert Mayer (en)[3]
- 2003 : Le genius grant de la Fondation MacArthur[10]
- 2004 : Chercheuse de l'année par Scientific American[11]
- 2008 : La médaille Benjamin Franklin (en) en physique[12]
- 2013 : Le prix L'Oréal-UNESCO pour les femmes en sciences - Amérique du Nord[13]
- 2014 : 
  - La médaille Isaac Newton remise par l'Institute of Physics[14]
  - Le prix Comstock de physique (en)[4],[6]